# Куюни
Куюни (на испански: Rio Cuyuni; на английски: Cuyuni River) е река във Венецуела и Гвиана, ляв приток на Есекибо. Дължината ѝ е 618 km, а площта на водосборния басейн – 85 635 km² (54,6% от водосборния басейн на река Есекибо).
Река Куюни води началото си на 1080 m н.в., от северния склон на планинския масив Ла Гран Сабана, разположен в северната част на Гвианската планинска земя, в най-източната част на Венецуела. В горното си течение има предимно северна посока, а след устието на най-големия си приток Юруари – в източна посока. В този участък на протежение около 120 km служи за граница между Венецуела и Гвиана. По цялото си протежение тече по северните ниски и хълмисти склонове на Гвианската планинска земя, образувайки множество прагове и водопади (Канайма, Акайванг и др.). Влива се заедно с идващата отдясно река Мазаруни (560 km) във върха на естуара на река Есекибо при град Бартика. Основни притоци: леви – Чиканан, Юруари (290 km), Карумо; десни – Венамо. Пълноводна е целогодишно, с максимум през зимата и пролетта, а в долното течение и през лятото. Среден годишен отток на границата между Венецуела и Гвиана – 1360 m³/s. В горната част на водосборния ѝ басейн, на територията на Венецуела се разработват големи находища на злато.
В периода от 1835 до 1839 г. немският изследовател на британска служба Робърт Шомбург заедно с брат си открива, изследва и картографира цялия водосборен басейн на река Есекибо, в т.ч. течението и басейна на река Куюни.